# Dunes de Donnant
Les dunes de Donnant sont un site naturel protégé, propriété du conservatoire du littoral, situé sur les communes de Bangor et Sauzon à Belle-Île-en-Mer, dans le département du Morbihan.

## Géologie
Les dunes de Donnant sont des dunes perchées et fossiles, de formation éolienne, constituées avant la transgression flandrienne, à une époque où Belle-Île n'était pas une île, et où il existait de vastes étendues découvertes et désertiques. Durant la période allant de  - 22 000 à  - 12 000 ans avant Jésus-Christ, un environnement désertique froid a apporté ce sable éolien qui proviennent de la reprise par les vents d'ouest des sables de formations inférieures, fluviatiles, et du stock sableux littoral de la plate-forme atlantique par suite de l'abaissement du niveau marin lors des glaciations du quaternaire.

## Végétation
La végétation de type dunaire est caractéristique de ce type de biotope. 

## Protection
109,75 ha sont protégés comme zone naturelle d'intérêt écologique, floristique et faunistique de type I depuis 1986, dont 59 ont été acquis par le conservatoire du littoral.

## Quelques vues du site

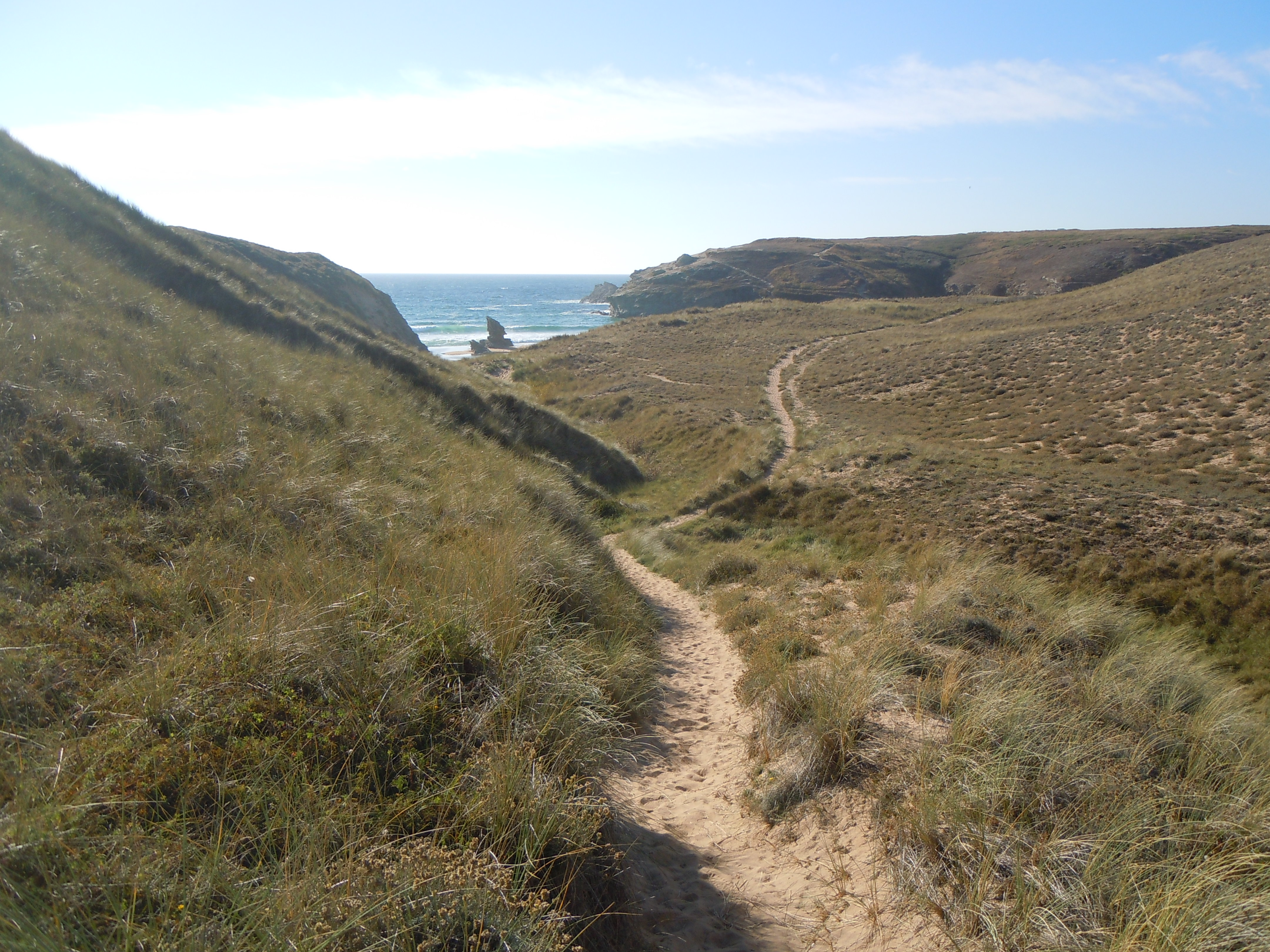
Vallon sec entre les dunes
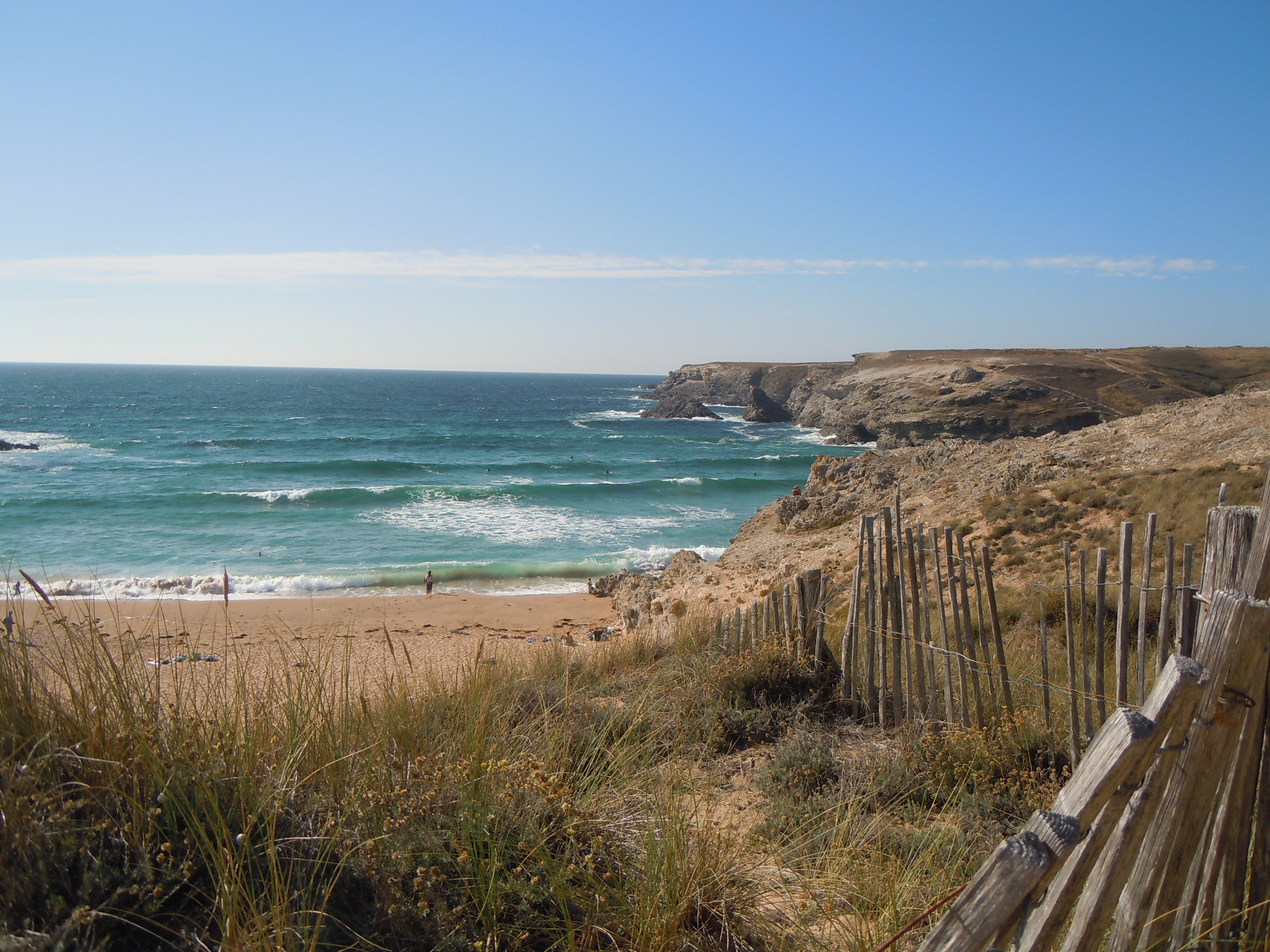
Vue de la plage de Donnant depuis les dunes
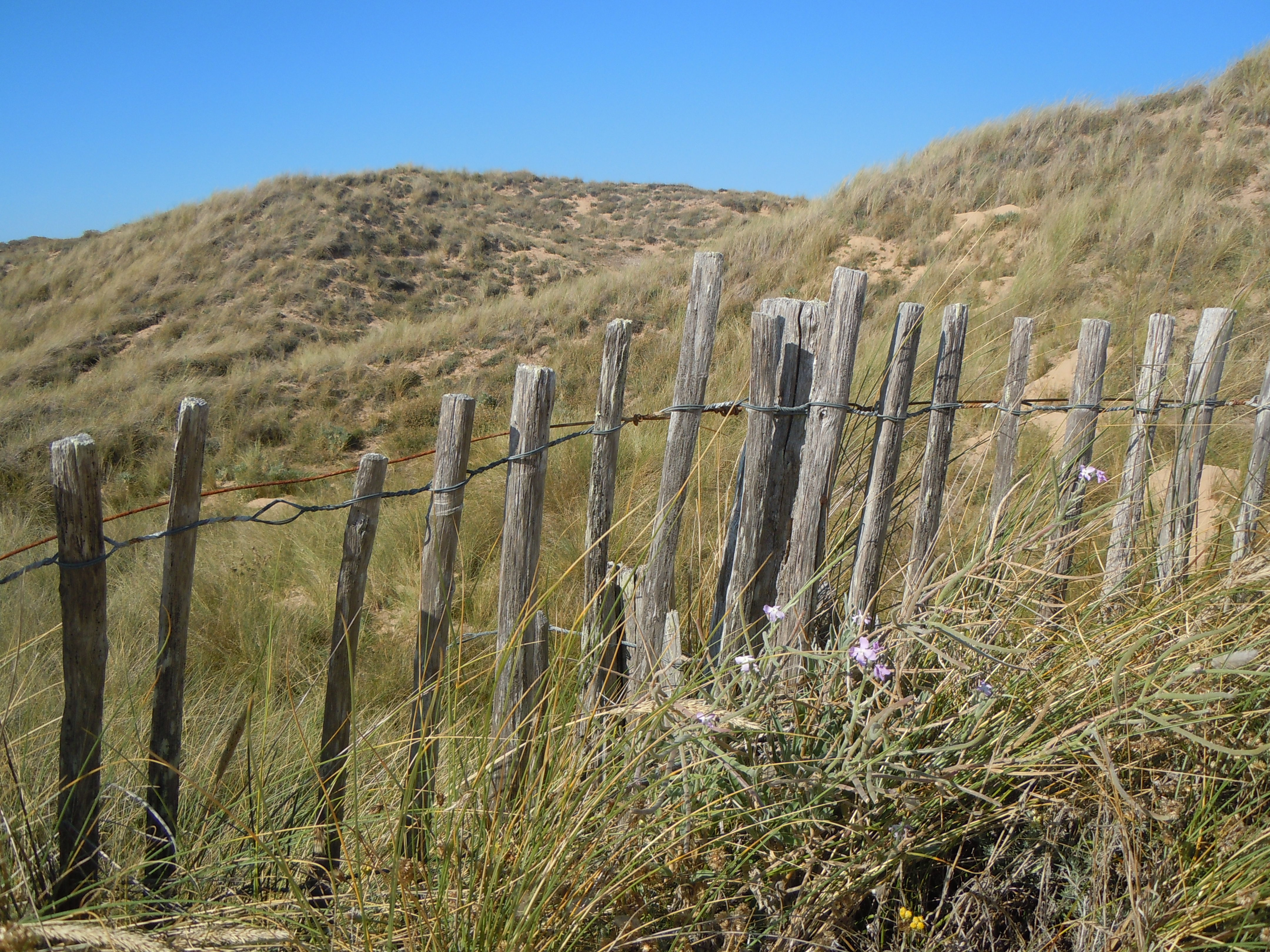
Ganivelles de protection